# Les Jardins de la peur
Les Jardins de la peur est une série de bande dessinée d'horreur créée en 1988 par Eddy Paape et Jean Dufaux.
- Scénario : Jean Dufaux
- Dessin : Eddy Paape et Jean-Claude Sohier
- Couleurs : Béatrice Monnoyer (tomes 1 et 2), Jean-Claude Sohier (tome 3)

## Thématique
La série se compose d'histoires horrifiques et surnaturelles, chaque album étant indépendant des autres. Les récits comportent des hommages aux grands écrivains classiques du fantastique : la fin de chaque album inclut une allusion à un auteur célèbre du genre, qu'elle fait intervenir indirectement dans l'histoire.

## Historique
Débutée chez Dargaud, la série passe à l'occasion du troisième tome chez Les Humanoïdes associés, qui republient les deux premiers albums. Mais elle s'interrompt ensuite faute de succès commercial, le genre horrifique n'étant pas le plus prisé dans la bande dessinée franco-belge.

## Publication

### Albums
1. Le Caveau Hardwood (1988)
2. Le Retour de Lady Mongo (1989)
3. Les Cauchemars de Nils Fallon (1991)

### Éditeurs
- Dargaud : tomes 1 et 2 (première édition des tomes 1 et 2)
- Les Humanoïdes Associés : tome 3 (première édition du tome 3)